# Arzanena

Armênia em 150. Arzanena situa-se dentre as províncias mais a Ocidente

Arzanena (em grego: Ἀρζανηνή; romaniz.: Arzanēnḗ) ou Alzênia (em armênio/arménio: Աղձնիք; romaniz.: Ałjnikʿ) foi a terceira província do Reino da Armênia segundo Ananias de Siracena e uma de suas quatro marcas (bdeškhs). Seu território está situado no leste da atual Turquia. Segundo autores armênios clássicos, era gerida hereditariamente pelo vitaxa, que era elegido na família de governantes locais.

## Distritos
A província era composta por dez gavares (cantões ou distritos):
- Nefercerta (Նփրկերտ);
- Arzena (Աղձն);
- Chela (Քաղ, K’ał / K’eł; Angeł-tun, Անգեղ-Տուն ?);
- Cetice (Կեթիկ);
- Tatice (Տատիկ);
- Vale do Asnuiti (Ազվացձոր);
- Serquete (Երխեթք);
- Gezela (Գզեղխ);
- Vale do Salno (Սալնոձոր);
- Sassúnia (Սանասունք).